# یواس‌اس آدلاید (۱۸۵۴)
یواس‌اس آدلاید (۱۸۵۴) (به انگلیسی: USS Adelaide (1854)) یک کشتی بود که طول آن ۲۳۳ فوت (۷۱ متر) بود. این کشتی در سال ۱۸۵۴ ساخته شد.